# Concilio di Thionville

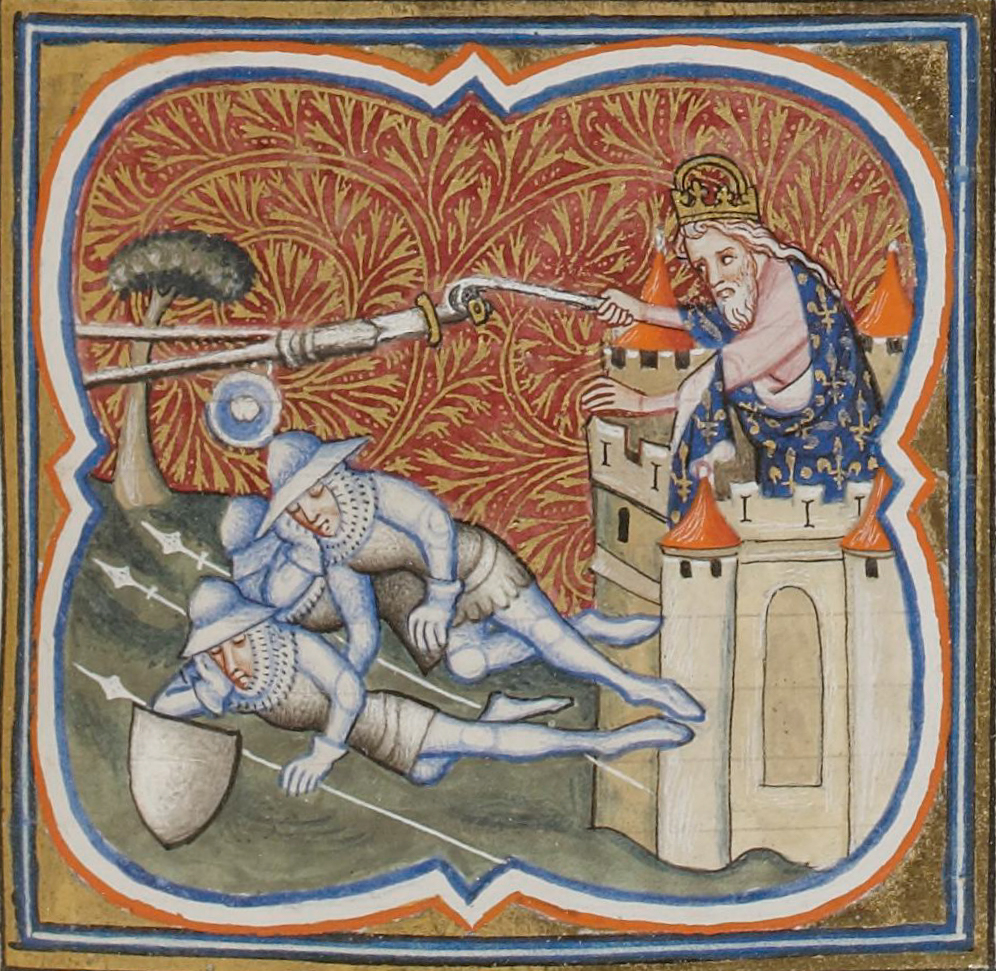
Ludovico il Pio, imprigionato a Soissons, ruba la spada di una guardia addormentata. fol. 142 (60 x 65 mm) Grande Cronaca di Francia (BNF, FR 2813)

Il concilio di Thionville, a volte chiamato sinodo di Thionville fu celebrato nel febbraio dell'835 per reintegrare solennemente l'imperatore Ludovico il Pio e giudicare i vescovi, in particolare Ebbone che, durante l'abdicazione dell'imperatore durante il concilio di Compiègne (detto anche di Soissons) nel novembre 833, sotto l'influenza di Lotario, aveva preso posizione contro Ludovico. 
Ludovico voleva che la Chiesa che lo aveva condannato lo assolvesse e lo restaurasse dei suoi titoli: «La Chiesa mi condannò; ora è la Chiesa che mi assolve; i vescovi mi hanno disarmato, e spetta ai vescovi restituire le mie braccia». 
La condanna e la destituzione di diversi vescovi da parte di questa assemblea organizzata dall'imperatore portò a una reazione ecclesiastica che si manifestò nella creazione di falsi con la raccolta dei Decretali dello Pseudo-Isidoro, che proibivano nella pratica qualsiasi condanna del vescovo per potere laico. 

## Le fonti
Gli atti di questa assemblea sono purtroppo persi e rimangono solo alcune informazioni nelle opere di alcuni contemporanei, come Icmaro e Flodoardo, o da fonti più recenti.

## Descrizione

### Organizzazione e partecipanti

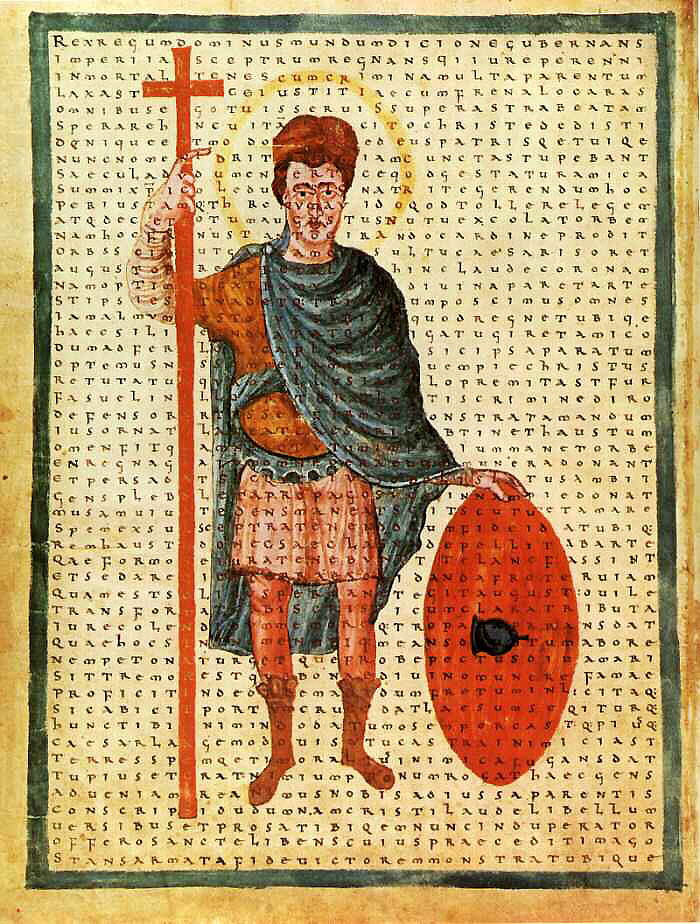
Miniatura raffigurante Ludovico il Pio, della scuola di Fulda. Liber de laudibus Sanctae Crucis, Codex Vaticanus Reginensis Latinus 124.

Dopo aver risolto vari problemi di interesse pubblico, Ludovico organizzò un'assemblea per difendere quella regalità che era stata oltraggiata nell'833 nella sua persona. Pertanto convocò un concilio a Thionville per il febbraio dell'835, probabilmente il 2, per l'annullamento del procedimento relativo alla sua deposizione. 
Oltre all'imperatore e ai grandi del regno, quarantatré vescovi erano presenti sotto la presidenza di Drogone di Metz (il fratellastro di Ludovico, il quale rimase fedele al re) e, secondo alcuni, di Hetto, arcivescovo di Treviri. Troviamo in particolare Autcario di Magonza, Ragnoardo di Rouen, Landranno I di Tours, Alderico di Sens, Notone di Arles e Agilulfo di Bourges; Jacques Longueval, nella sua Histoire de l’église gallicane completa questo elenco aggiungendo: Giona di Orleans, Erchenrado II di Parigi, Teodorico di Cambrai, Aicardo di Noyon, Frotario di Toul, Rotado II di Soissons, Badurado di Paderborn, Uberto I di Meaux, Freculfo di Lisieux, Ildemanno di Beauvais, Ilduino di Verdun, Fova (o Favo) di Chalon-sur-Saone e Ragenario di Amiens, successore di Jesse, che erano stato deposto.
Anche Ebbone, arcivescovo di Reims e principale autore della deposizione di Ludovico, che aveva tentato di fuggire, partecipò al concilio ma in qualità di accusato, prelevato dalla sua prigione di Fulda dove il re lo aveva rinchiuso in attesa di questa assemblea. Tuttavia altri personaggi compromessi in questa vicenda erano riusciti a fuggire e rifugiarsi in Italia, sotto la protezione di Lotario.

### Lo svolgimento del concilio

#### Riabilitazione

##### Condanna unanime delle decisioni dell'833
Ludovico ordinò innanzitutto a tutti i vescovi riuniti di disapprovare per scritto gli atti dell'assemblea dell'833 contro la sua persona. Come tutti gli altri, Ebbone dovette anch'egli scrivere, e dichiarò anch'egli che la deposizione dell'imperatore era stata ingiusta e sconsiderata. Avendo ricevuto tutti questi scritti che dichiaravano che la sua abdicazione dell'833 era stata infondata, Ludovico impose al consiglio di recarsi a Metz per dar maggior risalto al suo progetto.

##### Cerimonia nella cattedrale di Metz
Il 28 febbraio 835, nella domenica che precedette la Quaresima, il consiglio si recò con una grande processione alla cattedrale Santo Stefano di Metz. Durante il servizio, Drogone salì sul pulpito e lesse la frase firmata da tutti i vescovi, affermando che Ludovico era stato ingiustamente deposto. Quindi il vescovo di Metz andò assieme ad altri sei vescovi dall'imperatore e, accanto all'altare, posarono le mani sul vecchio sovrano e pronunciarono sette preghiere; infine la corona imperiale venne posta sulla sua testa, con grande soddisfazione del popolo.
Toccò quindi ad Ebbone, il quale andò sul pulpito per condannare tutto ciò che era stato fatto, sotto la sua ispirazione e il suo consiglio, contro l'imperatore; egli fu obbligato a condannare con vivacità, come aveva già fatto per iscritto, il comportamento indegno che la passione gli aveva fatto tenere nei confronti dell'imperatore, confessando che questo era stato ingiustamente deposto e messo in penitenza per dei presunti reati.

#### Condanna di Ebbone
L'assemblea ritornò quindi a Thionville, il che ha portato alcuni storici a pensare che ci fosse stato un altro consiglio a Metz nell'835, dove l'imperatore mise Ebbone sotto processo per averlo rovesciato: vengono riprese delle vecchie accuse contro l'arcivescovo di Reims e i vescovi presenti vennero chiamati a pronunciarsi. 
Inizialmente, sembra che Ebbone abbia cercato di evitare la sua deposizione, sostenuto da alcuni suoi amici, che misero in dubbio una deposizione da parte dell'episcopato, essendo voluta da un'assemblea né convocata né confermata dalla Sede Apostolica.
Avendo fallito questa strategia, Ebbone chiese quindi il permesso di presentare fedelmente i suoi difetti alla presenza di tre vescovi: Agilulfo, arcivescovo di Bourges, Badurado, vescovo di Paderborn e Moduino d'Autun, probabilmente allora i suoi ultimi sostenitori e ciò gli venne concesso. In conformità con la decisione di questi tre vescovi, Ebbone si dichiara per iscritto indegno della dignità episcopale, chiedendo l'elezione e la consacrazione di un altro arcivescovo di Reims e prese le testimonianze di altri tre vescovi per il suo atto di abdicazione. Questa frase venne poi pronunciata in successione da tutti i membri dell'assemblea e Giona, vescovo di Orleans, impose quindi un breve rapporto, datato 4 marzo 835.

#### Altri argomenti del consiglio
Durante questo consiglio, il diacono Floro, superiore della scuola di Lione e vicino ad Agobardo, l'arcivescovo deposto di Lione, denunciò gli errori che aveva diffuso Amalario, co-vescovo della città e ora successore di Agobardo. 
Amalario insegnava l'esistenza di un triplice corpo di Cristo: il vero corpo, il corpo mistico nei fedeli viventi e il corpo mistico tra i morti e sostenne che, per questi motivi, l'ostia doveva essere divisa in tre parti. Tuttavia il consiglio non poté giudicare questo caso, o più probabilmente non poté per la sconfitta di Agobardo e dei suoi sostenitori, e dunque occuparsi del libro di Amalario che verrà censurato solo successivamente, nell'838, dal concilio di Quierzy.
Dietro questi litigi teologici, non si può fare a meno di notare che probabilmente c'erano anche dei motivi personali. 

## Conseguenze
Ludovico venne solennemente restaurato dalla stessa Chiesa che lo aveva rimosso. Egli mostrò clemenza; se Ebbone venne ancora tenuto prigioniero a Fulda, l'assemblea perdonò tuttavia la maggior parte degli altri vescovi che sostennero l'abdicazione di Ludovico, come Hildeman di Beauvais. Un'eccezione notevole fu quella di Agobardo, arcivescovo di Lione, che venne deposto anche perché, dopo Ebbone, era stato lui a essere stato il più grande avversario dell'imperatore, e che, circostanza aggravante, non aveva risposto a tre citazioni indirizzate a lui. A livello locale, il sacerdote Fulcon venne nominato amministratore di Reims e Amalario venne nominato arcivescovo di Lione in sostituzione del deposto Agobardo.
La deposizione di Ebbone e degli altri vescovi provocò in reazione una raccolta di decretali pseudepigrafici chiamati Decretali dello Pseudo-Isidoro. Questa collezione fa parte di un gruppo che appare intorno alla metà del IX secolo inizialmente situato nella provincia ecclesiastica di Reims anche se abbastanza recentemente, Klaus Zechiel-Eckes ha identificato il monastero di Corbie (vicino ad Amiens) come sede dei contraffattori, dimostrando che i falsari usavano un numero di manoscritti della biblioteca di questa abbazia. È a questo circolo che apparteneva l'abate Wala di Corbie. Zechiel-Eckes ha raccolto una serie di indizi che coinvolgono Pascasio Radberto, egli stesso monaco di Corbie e uno dei successori di Wala, e identificato dallo studioso come uno dei protagonisti del laboratorio. 
Uno degli scopi principali dei falsari era proteggere un vescovo nei procedimenti penali, di cui rendono, con i loro testi, tutta la possibile condanna. Questi contraffattori si occupano anche della fede ortodossa, in particolare per quanto riguarda la Trinità e le relazioni tra il Padre e il Figlio, l'inviolabilità della proprietà ecclesiastica, alcuni aspetti della liturgia e dei sacramenti (eucaristia e battesimo). 